# Francesco Caetani, XI duca di Sermoneta
Francesco Caetani, XI duca di Sermoneta, II principe di Teano (Roma, 17 aprile 1738 – Roma, 24 agosto 1810), è stato un nobile e mecenate italiano.

## Biografia
Francesco Caetani nacque a Roma il 17 aprile 1738, figlio primogenito di Michelangelo Caetani, X duca di Sermoneta, e di sua moglie Carlotta Zongo Ondedei, pesarese. Tra il 1752 ed il 1756 fu a Napoli per studiare presso il monastero di Monte Oliveto sotto la guida dell'abate Romano Testa, dedicandosi in seguito ad alcuni studi da autodidatta. Nel 1757, quando suo padre rinunciò al titolo nobiliare in suo favore, egli divenne pertanto XI duca di Sermoneta, preferendo comunque prendere le redini della gestione dei beni della sua casata solo dopo la morte del genitore nel 1760, preferendo ad ogni modo affidare l'amministrazione dei beni a degli intermediari che però non lo ripagarono della medesima fiducia in loro riposta.
Nel 1776 acquistò dagli eredi del cardinale Serbelloni il palazzo costruito due secoli prima da Alessandro Mattei a via delle Botteghe Oscure.  Stabilitosi definitivamente a Roma, iniziò a sviluppare un notevole interesse per le lettere e la scienza, che lo portò ad essere mecenate di molti studiosi nei due campi. Nel 1778 fece realizzare presso il suo nuovo palazzo una specola per compiere delle osservazioni astronomiche, in collaborazione col fratello Onorato e l'assistenza di padre Audifreddi, direttore dell'osservatorio astronomico della Minerva, dell'abate Giovanni Antonio Slop dell'università di Pisa e soprattutto di padre Ruggero Boscovich. In breve tempo, quello che divenne noto col nome di "osservatorio Caetani" divenne uno dei più rinomati di Roma ed iniziò ad essere visitato da personaggi eminenti come ad esempio Luigi De Cesaris (poi professore a Pisa), il matematico ed astronomo portoghese Eusebio da Veiga, l'abate ed astronomo Feliciano Scarpellini (che riuscì ad aggregare l'osservatorio all'Accademia di studi fisico-matematici presso il collegio umbro Fuccioli di cui egli era rettore), ed Atanasio Cavalli, carmelitano, poi chiamato alla cattedra di fisica del Collegio Romano. Dal 1785 venne poi regolarmente pubblicato un bollettino con le effemeridi astronomiche da esso derivate.
Durante l'occupazione francese napoleonica di Roma, il governo convocò presto il Caetani intimandogli di depennare dai soci della sua specola alcuni studiosi che non risultavano graditi al regime. Il duca ad ogni modo fu irremovibile nelle sue posizioni al punto che, quando l'accademia venne ricostituita nel 1807 col nome di Accademia dei Lincei, Francesco Caetani venne proclamato subito presidente "a vita".
Egli stesso del resto aveva dato vita all'Accademia Esquiliana che operò tra il 1795 ed il 1801, dove ebbe modo di entrare in contatto con alcuni letterati della Roma dell'epoca, collegandola con la Stamperia Caetani, una piccola officina tipografica da lui allestita presso il proprio palazzo in via delle Botteghe Oscure, poi trasferita presso la vill di Santa Maria Maggiore.
Fu membro dell'Accademia dell'Arcadia col nome di Rosmilio Pamesiano. Fu protettore di artisti come Pompeo Batoni e, soprattutto Antonio Cavallucci, sermonetano di nascita. Nel 1769 fece trasferire nel suo palazzo romano l'intero archivio del feudo di Sermoneta.
Morì a Roma il 24 agosto 1810.

## Matrimoni e discendenza
Sposò in prime nozze il 6 novembre 1757 Teresa (3 settembre 1733 - 3 aprile 1779), figlia di Filippo Corsini e di Ottavia Strozzi; da lei ebbe cinque figli:
- Filippo (18 novembre 1758 - 27 novembre 1807), erede del padre, gli premorì; sposò (1) nel 1779 Elena (1759-1784), figlia di Orazio Albani, II principe di Soriano nel Cimino e di Maria Anna Cybo-Malaspina; (2) nel 1787 Eleonora (1768-1839), figlia di Sigismondo Chigi della Rovere, IV principe di Farnese e di Maria Flaminia Odescalchi:
  - (1) Maria Teresa (7 giugno 1781 - 29 luglio 1783);
  - (2) Guglielmo (morto a 16 mesi);
  - (2) Luigi (morto a 13 mesi);
  - (2) Michele (morto a 22 mesi).
- Guglielmo (20 marzo 1761 - 26 luglio 1762);
- Luigi (9 ottobre 1763 - 6 febbraio 1765);
- n.n. (nata morta il 1° dicembre 1765);
- Michelangelo (8 febbraio 1768 - 28 dicembre 1769).

Sposò in seconde nozze (morganatiche) il 23 giugno 1779 Anna Maria Meucci (30 ottobre 1753 - 19 aprile 1817), originaria di Genzano; da lei ebbe otto figli:
- Antonio (1778 - 3 novembre 1843); nato prima del matrimonio dei genitori, fu escluso dalla successione; dapprima avviato alla carriera ecclesiastica, intraprese invece la vita militare. Si sposò due volte ma non ebbe eredi;
- Enrico (1780-1850), che gli succedette;
- Maria Camilla (settembre 1781 - 31 luglio 1782);
- Maria Eleonora (aprile 1783 - 13 febbraio 1784);
- Faustina (30 dicembre 1785 - 19 gennaio 1832), sposò nel 1803 Domenico Di Pietro, figlio dell'intendente del padre;
- Bonifacio (19 agosto 1789 - 22 agosto 1857), sposò nel 1822 la marchesa Luisa Della Fargna (1792-1856), di Perugia; da loro discese la linea Caetani della Fargna, estintasi all'inizio del Novecento;
- Alfonso (25 giugno 1792 - 29 giugno 1870), Cavaliere di Malta;
- Maria Costanza (5 febbraio 1794 - 6 settembre 1797).

## Albero genealogico
|                                                 |   |                                                      | Genitori                                   |  |  | Nonni |  |  | Bisnonni                                |  |  | Trisnonni                                 |  |
|                                                 |   |                                                      |                                            |  |  |       |  |  | Filippo Caetani, IV principe di Caserta |  |  | Francesco Caetani, VIII duca di Sermoneta |  |
|                                                 |   |                                                      |                                            |  |  |       |  |  | Filippo Caetani, IV principe di Caserta |  |  | Francesco Caetani, VIII duca di Sermoneta |  |
|                                                 |   | Anna Acquaviva d'Aragona, III principessa di Caserta |                                            |  |  |       |  |  | Filippo Caetani, IV principe di Caserta |  |  |                                           |  |
| Gaetano Francesco Caetani, IX duca di Sermoneta |   |                                                      |                                            |  |  |       |  |  | Filippo Caetani, IV principe di Caserta |  |  |                                           |  |
|                                                 |   | Topazia Caetani                                      | Pietro Caetani, marchese di Sortino        |  |  |       |  |  |                                         |  |  |                                           |  |
|                                                 |   | Topazia Caetani                                      | Pietro Caetani, marchese di Sortino        |  |  |       |  |  |                                         |  |  |                                           |  |
|                                                 |   | Topazia Caetani                                      | Antonia Saccano Naselli                    |  |  |       |  |  |                                         |  |  |                                           |  |
| Michelangelo Caetani, X duca di Sermoneta       |   | Topazia Caetani                                      |                                            |  |  |       |  |  |                                         |  |  |                                           |  |
|                                                 |   | Maffeo Barberini, II principe di Palestrina          | Taddeo Barberini, I principe di Palestrina |  |  |       |  |  |                                         |  |  |                                           |  |
|                                                 |   | Maffeo Barberini, II principe di Palestrina          | Taddeo Barberini, I principe di Palestrina |  |  |       |  |  |                                         |  |  |                                           |  |
|                                                 |   | Maffeo Barberini, II principe di Palestrina          | Anna Colonna                               |  |  |       |  |  |                                         |  |  |                                           |  |
| Costanza Barberini                              |   | Maffeo Barberini, II principe di Palestrina          |                                            |  |  |       |  |  |                                         |  |  |                                           |  |
|                                                 |   | Olimpia Giustiniani                                  | Andrea Giustiniani, I principe di Bassano  |  |  |       |  |  |                                         |  |  |                                           |  |
|                                                 |   | Olimpia Giustiniani                                  | Andrea Giustiniani, I principe di Bassano  |  |  |       |  |  |                                         |  |  |                                           |  |
|                                                 |   | Olimpia Giustiniani                                  | Anna Maria Flaminia Pamphili               |  |  |       |  |  |                                         |  |  |                                           |  |
| Francesco Caetani, XI duca di Sermoneta         |   | Olimpia Giustiniani                                  |                                            |  |  |       |  |  |                                         |  |  |                                           |  |
|                                                 | … | …                                                    |                                            |  |  |       |  |  |                                         |  |  |                                           |  |
|                                                 | … | …                                                    |                                            |  |  |       |  |  |                                         |  |  |                                           |  |
|                                                 | … | …                                                    |                                            |  |  |       |  |  |                                         |  |  |                                           |  |
| …                                               | … |                                                      |                                            |  |  |       |  |  |                                         |  |  |                                           |  |
|                                                 |   | …                                                    | …                                          |  |  |       |  |  |                                         |  |  |                                           |  |
|                                                 |   | …                                                    | …                                          |  |  |       |  |  |                                         |  |  |                                           |  |
|                                                 |   | …                                                    | …                                          |  |  |       |  |  |                                         |  |  |                                           |  |
| Carlotta Zongo Ondedei                          |   | …                                                    |                                            |  |  |       |  |  |                                         |  |  |                                           |  |
|                                                 |   | …                                                    | …                                          |  |  |       |  |  |                                         |  |  |                                           |  |
|                                                 |   | …                                                    | …                                          |  |  |       |  |  |                                         |  |  |                                           |  |
|                                                 |   | …                                                    | …                                          |  |  |       |  |  |                                         |  |  |                                           |  |
| Teresa Cima                                     |   | …                                                    |                                            |  |  |       |  |  |                                         |  |  |                                           |  |
|                                                 |   | …                                                    | …                                          |  |  |       |  |  |                                         |  |  |                                           |  |
|                                                 |   | …                                                    | …                                          |  |  |       |  |  |                                         |  |  |                                           |  |
|                                                 |   | …                                                    | …                                          |  |  |       |  |  |                                         |  |  |                                           |  |
|                                                 |   | …                                                    |                                            |  |  |       |  |  |                                         |  |  |                                           |  |